# MGMT
MGMT (tidligere kendt som The Management) er en amerikansk psykedelisk rockduo bestående af Ben Goldwasser og Andrew VanWyngarden fra Brooklyn. De startede gruppen på Wesleyan University i Middletown, Connecticut i 2005.
De er i Danmark især kendt for singlerne Time To Pretend, Electric Feel og Kids. De spillede på Amager Bio. De fik deres gennembrud med albummet Oracular Spetacular fra 2007, men havde inden udgivet EP'en Time To Pretend i 2005 med tidlige udgaver af numrene Time To Pretend og Kids som kan findes på Oracular Spetacular.I foråret i år 2010 udgav de Congratulations, som er meget 60'er og 70'er inspireret. Dog har albummet fået en del kritik. 4. december spillede de i Vega i København.

## Diskografi

### Album
- Climbing to New Lows (2005) (Demo Album som The Management)
- Oracular Spectacular (2007)
- Congratulations (2010)
- MGMT (2012)
- Little Dark Age (2018)
- 11•11•11 (2022)
- Loss of Life (2024)

### EP'er
- We (Don't) Care (2004) (som The Management)
- Time to Pretend (2005)
- Qu'est-ce que c'est la vie, chaton? (Live ved Bataclan) (2010)[1]
- We Hear of Love, of Youth, and of Disillusionment (Daytrotter Sessions) (2011)[2]
- Congratulations Remixes (2011)[3]

### Singler
- "Time to Pretend" (2008)
- "Electric Feel" (2008)
- "Metanoia" (2008)
- "Kids" (2008)
- "Flash Delirium" (2010)
- "Siberian Breaks" (2010)
- "It's Working" (2010)
- "Congratulations" (2010)